# Аспријер
Аспријер (фр. Asprières) насеље је и општина у јужној Француској у региону Миди Пирене, у департману Аверон која припада префектури Вилфранш де Руерг.
По подацима из 2011. године у општини је живело 691 становника, а густина насељености је износила 40,43 становника/km². Општина се простире на површини од 17,09 km². Налази се на средњој надморској висини од 430 метара (максималној 546 m, а минималној 167 m).

## Демографија
| 1962. | 1968. | 1975. | 1982. | 1990. | 1999. | 2011. |
| ----- | ----- | ----- | ----- | ----- | ----- | ----- |
| 613   | 634   | 650   | 672   | 691   | 707   | 691   |

График промене броја становника у току последњих година